# Eumanota hilleviae
Eumanota hilleviae är en tvåvingeart som beskrevs av Hippa, Jaschhof och Pekka Vilkamaa 2005. Eumanota hilleviae ingår i släktet Eumanota och familjen svampmyggor. Inga underarter finns listade i Catalogue of Life.